# Vallejo (Califórnia)
Vallejo é uma cidade localizada no estado norte-americano da Califórnia, no condado de Solano. Foi incorporada em 30 de março de 1868.
Algumas localidades de Vallejo serviram de inspiração para serem utilizadas na série de animação mista da Cartoon Network, O Incrível Mundo de Gumball, retratando a cidade fictícia de Elmore por meio de computação gráfica.[carece de fontes?]

## Geografia
De acordo com o United States Census Bureau, a cidade tem uma área de 128,3 km², onde 79,4 km² estão cobertos por terra e 48,9 km² por água.

## Demografia
Segundo o censo nacional de 2010, a sua população é de 115 942 habitantes e sua densidade populacional é de 1 459,58 hab/km². É a cidade mais populosa do condado de Solano e também a que, em 10 anos, teve a maior redução populacional. Possui 44 433 residências, que resulta em uma densidade de 559,36 residências/km².